# اجه چشمی‌اوغلو
اجه چشمی‌اوغلو (انگلیسی: Ece Çeşmioğlu؛ زادهٔ ۲۶ نوامبر ۱۹۹۰) بازیگر اهل کشور ترکیه است.
از فیلم‌ها یا برنامه‌های تلویزیونی که وی در آن نقش داشته‌است می‌توان به ماهپیکر اشاره کرد.